# Rugby a 15 nel 1906

## Attività internazionale

### Tornei per nazioni
|  | Home Championship | Irlanda - Galles |

### Test e Tour
Si conclude il tour neozelandese iniziato nel 1905 ed inizia il primo tour del Sudafrica in Europa, che si concluderà nel 1907 . È la prima rappresentativa sudafricana, nata ancor prima della nascita dello stato vero e proprio (1910). È anche l'anno dell'esordio sulla scena internazionale della Francia.
Primo test match tra Francia ed Inghilterra:
| Arbitro: | L Dedet |

|                                |           |                                                                       |
| Try: Lesieur Muhr Con: Branlat | Marcatori | Try: Hudson (4) Hogarth Kewney Mills Peters Stoop Con: Cartwright (4) |

## Barbarians
I Barbarians hanno disputato i seguenti incontri:
| Penarth 13 aprile 1906 | Penarth RFC | 5 – 0 | Barbarians |  |

| Cardiff 14 aprile 1906 | Cardiff RFC | 38 – 0 | Barbarians | Arms Park |

| Devonport 16 aprile 1906 | Devonport | 18 – 0 | Barbarians |  |

| 17 aprile 1906 | Plymouth | 15 – 6 | Barbarians |  |

| Cardiff 26 dicembre 1906 | Cardiff RFC | 35 – 0 | Barbarians | Arms Park |

## Campionati nazionali
| Argentina            | Camp. di Buenos Aires   | Club Atlético del Rosario |
| Francia              | Campionato              | Stade bordelais           |
| Inghilterra          | Campionato delle contee | Devon                     |
| Nuovo Galles del Sud | Shute Shield            | Glebe                     |
| Nuova Zelanda        | Ranfurly Shield         | Auckland                  |